# Língua lushootseed
Lushootseed (ou xʷəlšucid, dxʷləšúcid, Puget Salish, Puget Sound Salish, Skagit-Nisqually) é uma língua ou um “continuum’ de dialetos de muitos dos Salishes. Um dos modernos  povos nativos dos Estados Unidos do estado de Washington, o Lushootseed faz parte das línguas Salish do Litoral uma das duas grandes divisões das línguas salish.
Lushootseed, assim como a vizinha língua twana, está no subgrupo linguistico da família Salish. Era falada pelos povos nativos de Puget Sound, incluindo as tribos Duwamih,Steilacoom, Suquamish, Squaxin Island, Muckleshoot, Nisqually e Puyallup no sul e as tribos Snohomish,  Stillaguamish, Skagit, Swinomish no norte.
Ethnologue registra a existência de tão somente 60 falantes fluentes da língua, igualmente divididas entre os dois dialetos, do Sul e do Norte. . Por outro lado, a lista Ethnologue das línguas dos Estados Unidos inclui junto com os 60 falantes do Lushootseed, 100 da língua Skagit, 107 do Salish do Sul de Puget Sound  e 10 da Salish e 10 da Snohomish (um dialeto intermediário entre os do sul e norte). 

## Subdivisões
Lushootseed tem dois grupos básicos de sub-dialetos:
- Lushootseed Norte
  - Snohomish (tribo) (em Tulalip, Washington
  - Stillaguamish (tribo
  - Baixo Skagit-Swinomish (no Rio Skagit River e na Ilha Whidbey)
  - Alto Skagit (tribo)[3]
  - Sauk-Suiattle (nos Rio Sauk e Suiattle  (Washington)
- Lushootseed
  - Skykomish Sul
  - Snoqualmie (tribo)
  - Steilacoom (tribo)
  - Suquamish
  - Duwamish (tribo)
  - bǝqǝlšuɫucid (Língua Muckleshoot) (nos Rios Green e White)
  - txʷǝlšucid (Língua oficial da Tribo Puyallup)
  - Nisqually (tribo)
  - Sahewamish

A distinção entre Norte e Sul tem como base características der vocabulário e de fonética.

## Alfabeto
Conforme os trabalhos de Vi Hilbert  e outros estudiosos do Lushootseed, a usa um sistema de escrita morfo-fonêmico, ou seja, se trata de uma escrita fonêmica com ligeiras modificações ocorrendo periodicamente, por exemplo com a adesão de afixos. A tabela a seguir se baseia no Dicionário  Lushootseed, onde variações de tipografia do tipo p' ou p̓ não implicam em distinções de sons.
| Letra | Nome da letra               | IPA    | Notas                                               |
| ----- | --------------------------- | ------ | --------------------------------------------------- |
| ʔ     | Glotal oclusiva             | /ʁˀ/   |                                                     |
| a     |                             | /ɑ/    |                                                     |
| b     |                             | /b/    |                                                     |
| b'    | B glotalizado               | /ɓ/    | Som raro, nunca inicia palavras                     |
| c     |                             | /t͡s/   |                                                     |
| cʼ    | C glotalizado               | /tsˀ/  |                                                     |
| č     | c-”com bráquia”             | /c͡ç/   |                                                     |
| čʼ    | Glotalizado c-”com bráquia” | /t͡sʼ/  |                                                     |
| d     |                             | /d/    |                                                     |
| dᶻ    | d-raised-z                  | /dz/   |                                                     |
| ə     | Schwa                       | /ə~əʲ/ |                                                     |
| g     |                             | /g/    |                                                     |
| gʷ    | g-elevado-w                 | /gʷ/   |                                                     |
| h     |                             | /hʼ/   |                                                     |
| i     |                             | /ɪ~i/  |                                                     |
| j     | j-”com bráquia”             | /ɟ͡ʝ/   |                                                     |
| k     |                             | /k/    |                                                     |
| k'    | Glotalizado k               | /kʼ/   |                                                     |
| kʷ    | k-elevado-w                 | /kʷ/   |                                                     |
| k'ʷ   | Glotalizado k c/elevado-w   | /kʼʷ/  |                                                     |
| l     |                             | /l/    |                                                     |
| ľ     | l estrito                   | /ľ/    |                                                     |
| ɫ     | L Barrado                   | /ɫ/    |                                                     |
| ƛʼ    | Glotalizado Lambda barrado  | /ƛʼ/   | Ejetiva lateral – sonora – alveolar africada        |
| m     |                             | /m/    |                                                     |
| m'    | M - estrito                 | /m̥ ̰ /  | Laringealizado – Bilabial Nasal                     |
| n     |                             | /n/    |                                                     |
| n'    | N - estrito                 | /n̥ ̰/   | Laringealizado – Alveolar Nasal                     |
| p     |                             | /p/    |                                                     |
| p'    | P Glotalizado               | /pʼ/   |                                                     |
| q     |                             | /q/    |                                                     |
| q'    | Q Glotalizado               | /qʼ/   |                                                     |
| qʷ    | Q c/ w-elevado              | /qʷ/   |                                                     |
| qʼʷ   | Q Glotalizado c/ w elevado  | /qʼʷ/  |                                                     |
| s     |                             | /s/    |                                                     |
| š     | s-”com bráquia”             | /ç~ɕ/  |                                                     |
| t     |                             | /t/    |                                                     |
| t'    | T Glotalizado               | /tʼ/   |                                                     |
| u     |                             | /ʉ/    |                                                     |
| w     |                             | /w~ʋ/  |                                                     |
| w'    | W - estrito                 | /w ̰/   | Laringealizado – Glide “arredondado” posterior alta |
| xʷ    | x-w                         | /xʷ/   |                                                     |
| x̌     | x-”em bráquia”              | /χ/    |                                                     |
| x̌ʷ    | Rounded x-”em bráquia”      | /χʷ/   |                                                     |
| y     |                             | /j/    |                                                     |
| y'    | Y - estritoy                | /j ̰/   |                                                     |

## Vocabulário

### Vocabulário Salmonídeo de Lushootseed Sul
sčədadxʷPalavra que cobre todos os tipos de Salmão do Pacífico e algumas espécies de Truta..
sac̓əbChinook ou King
cʼuwadsockeye (Salmão)
skʷǝxʷiccoho (Salmão)
ƛ̕xʷayʼchum (Salmão)
hədu(Salmão) rosado
skʷawǝľsteelhead
pədkʷəxʷicEstação do “coho”.
sc̓ayʼayʼguelras
ɫičaʔaredes
ɫičaʔalikʷpesca do redes
ʔalil tiʔiɫ ƛ̕usq̓ílestação da desova
skʷǝɫtnadadeira (cauda)
t̓altədFaca de filetar
sqʼʷəlusseco e conservado(Salmão)
səlusqidcabeça de peixe
qəlx̌ovas secas (Salmão)
ƛ̕ǝbƛ̕əbqʷovas frescas
sɫuʔbchum (Salmão) secos
sxʷudᶻəʔdaliɫədpeixe com muita gordura
xʷšabusligeiramente defumado

### Vocabulário Salomonídeo de Lushootseed Norte
sʔuladxʷa word that covers all Pacific (Salmão) and some species of trout.
yubəčChinook ou King
scəqiʔsockeye (Salmão)
ƛ̕xʷayʔchum (Salmão)
skʷəxʷicprateado (Salmão)

### Vocabulário Aquático de Lushootseed Norte
qalʼqaləx̌ičPeixe Negro – Baleia Assassina
čəxʷəluʔBaleia Cinzenta
sq̓aƛ̕Foca
sup̓qsFoca “seal”
sťəqxʷCastor
sqibk̕ʷPolvo
ʔaləšəkTartaruga do Oeste
waq̓waq̓Sapo
sk̕ʷic̕iouriço do mar
təǰabacPepino do Mar
q̓ʷəlačiʔPeixe estrala
bəsqʷSiri
ťaɫiɡʷsRock Cod
p̓uay̓Linguado
kəlapx̌ʷəlčMedusa
sʔax̌ʷuʔAmêijoa
tulqʷSururu
ƛ̕ux̌ʷƛ̕ux̌ʷOstra
c̕ubc̕ubCiripedia
sx̌aʔaʔBivalve de longo pescoço
xʷč́iɫqsOstra nativa grande
ɡʷidəqPanopea generosa
stxʷubAmêijoa Manteiga
sx̌əpabAmêijoa Bivalve
haʔəcAmêijoa  Cavalo
č́ič́əlpyaqid or puʔpsCaramujo
sč́awyʔQualquer concha
ʔuk̕ʷsSururu grande
x̌aldSururu pequeno

### Externas
- Programa Puyallup – Línguas Tribais
- Website do “The Tulalip Lushootseed Department's”
- “History professor helps keep local Native American language alive” - Drew Brown para PLU Scene Magazine
- Dr. David Beck, Especialista em Línguas Salisht
- Lushootseed no Condado de Puget Sound
- Ethnologue p/ Lushootseed
- Lushootseed- Pesquisas
- Salishes de Puget